# Babío (La Coruña)
Babío (llamada oficialmente Santa Marta de Babío) es una parroquia y aldea española del municipio de Bergondo, en la provincia de La Coruña, Galicia.

## Entidades de población
Entidades de población que forman parte de la parroquia:
- A Aldea de Arriba
- Babío
- Cuesta Santa Marta
- Casal (O Casal)
- O Curro
- O Monte
- Soutobravo

## Demografía

### Parroquia
| Gráfica de evolución demográfica de Babío (parroquia) entre 2000 y 2018 |
|                                                                         |
| Datos según el nomenclátor publicado por el INE.                        |

### Aldea
| Gráfica de evolución demográfica de Babío (aldea) entre 2000 y 2018 |
|                                                                     |
| Datos según el nomenclátor publicado por el INE.                    |